# Betrayal at Krondor
Betrayal at Krondor – komputerowa gra fabularna wydana przez firmę Sierra On-Line w 1993 roku. Akcja gry toczy się w legendarnej krainie Midkemia, świecie fantasy stworzonym przez Raymonda E. Feista w jego powieściach z serii Riftwar. Akcja gry przedstawiona jest w z perspektywy pierwszej osoby (podczas podróży i eksploracji świata), natomiast podczas walki przełącza się w tryb widoku trzecioosobowego. Jednym z zadań gracza jest doprowadzenie drużyny do tytułowego miasta Krondor.

## Odbiór gry
Redaktor magazynu „Computer Gaming World” przyznał grze tytuł najlepszej pozycji roku 1993, a w 1996 umieścił na liście 150 najlepszych gier wszech czasów. Redakcja serwisu Gry-Online w 2014 roku przyznała Betrayal at Krondor 14. miejsce na liście najlepszych gier fabularnych wszech czasów.